# Clarington (Ohio)
Pour les articles homonymes, voir Clarington.
Clarington est un village américain situé dans le comté de Monroe, dans l'Ohio. Selon le recensement de 2010, sa population est de 384 habitants.